# Ormoy (Haute-Saône)
Ormoy település Franciaországban, Haute-Saône megyében. Lakosainak száma 205 fő (2022. január 1.). Ormoy Demangevelle, Aisey-et-Richecourt, Betaucourt, Cendrecourt, Corre, Hurecourt, Magny-lès-Jussey, Polaincourt-et-Clairefontaine, Ranzevelle és Saponcourt községekkel határos.

## Népesség
A település népességének változása:
| Lakosok száma | 224  | 222  | 215  | 212  | 208  | 207  | 206  | 205  |
|               | 2013 | 2015 | 2017 | 2018 | 2019 | 2020 | 2021 | 2022 |